# Михаил Белградски
Михаил (на сръбски: Михаило) е сръбски духовник, белградски митрополит и ръководител на Сръбската православна църква в периода 1859 – 1881 и 1889 – 1898 година.

## Биография
Михаил е роден през 1826 година в град Сокол баня. Светското му име е Милое Йованович. Получава начално образование в родния си град, учи в гимназии в Зайчар и Неготин. Завършва семинария в Белград и духовната академия в Киев. Известно време е монах в Киево-Печорската лавра. Престоят му в Русия продължава осем години. Малко след завръщането си в Сърбия през 1854 година става епископ на Шабац. През юли 1859 година наследява митрополит Петър.
При Михаил са осъществени реформи в църковното управление и в обучението на свещениците. На 20 октомври 1879 година Сръбската църква става автокефална в съгласие с Вселенската патриаршия.
Митрополит Михаил е убеден русофил и радетел за обединение на южните славяни. Поддържа близки връзки със славянофилските среди в Русия. Почетен член е на университетите в Санкт Петербург и Москва. Чрез тях подпомага материално Херцеговинско-босненското въстание от 1875 година. Решителното му противопоставяне на политиката на сближение с Австро-Унгария, водена от княз Милан след Берлинския конгрес, предизвиква отстраняването на Михаил от митрополитския престол през октомври 1881 година.
От 1883 година Михаил живее в изгнание в България и Русия. Завръща се като сръбски митрополит през 1889 година, само няколко месеца след абдикацията на Милан.
Митрополит Михаил е автор на трудове по църковна история:
- Pravoslavna crkva u Kneževini Srbiji (Православната църква в Княжество Сърбия, издадена в 1874)
- Pravoslavna crkva u Kraljevini Srbiji (Православната църква в Кралство Сърбия, издадена в 1895)